# Salvador Bordes i Balcells
Salvador Bordes i Balcells   (Montoliu de Segarra, 7 de desembre de 1949 - Lleida, 5 d'agost de 2024) va ser un polític català, paer en cap de Cervera i diputat al Parlament de Catalunya en la IX legislatura.
Des de jove va treballar a l'explotació agrícola familiar i va jugar a futbol a l'EF Cervera. Militant de Convergència Democràtica de Catalunya des de 1983, es va convertir en el president del Comitè Executiu Comarcal de la Segarra l'any 1992.
Va ser elegit alcalde de Montoliu de Segarra en les eleccions municipals espanyoles de 1983, 1987, 1991 i 1995. En les eleccions municipals espanyoles de 1999 i 2003 va ser escollit paer en cap de Cervera. Endemés, va exercir com a diputat de la Diputació de Lleida des de 1989, entitat de la qual va fer de vicepresident segon des de 2004, vicepresident (1991-2003 i des de 2004) i president (2003-2004) del consell comarcal de la Segarra.
El juliol de 2011, va substituir en el seu escó Joan Reñé i Huguet, elegit diputat a les eleccions al Parlament de Catalunya de 2010. Va ser portaveu del grup parlamentari de CiU en la Comissió de Peticions del parlament de Catalunya.
Va morir el 5 d'agost del 2024 als 74 anys. Es van decretar dos dies de dol a Cervera per la seva defunció.